# Hjalmar Linde

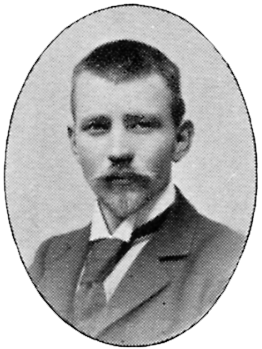
Hjalmar Linde

Hjalmar Linde: Afton, 1901. Olja på duk. Thielska Galleriet

Hjalmar Linde, egentligen Gustaf Hjalmar Amandus J:son Linde, född 26 oktober 1864 i Stockholm, död 18 september 1948 på Sollidens sanatorium i Östersund, då skriven i Åre församling, var en svensk målare,
tecknare och  grafiker. 
Han målade oftast landskapsmotiv. Linde finns representerad på Thielska galleriet.